# Salem (comté de Saline, Arkansas)
Pour les articles homonymes, voir Salem.
Salem est une census-designated place du comté de Saline, dans l’État américain de l'Arkansas.